# Tumbameer
Lake Tumba (Frans: Lac Tumba) is een ondiep meer in de Evenaarsprovincie in het noordwestelijke deel van Congo-Kinshasa in het laagste deel van de Centrale Depressie.
Het meer, dat op enige afstand van Mbandaka en het Mai-Ndombemeer ligt, heeft een oppervlakte van ongeveer 500 km² (variërend per seizoen tot maximaal 765 km²) en varieert in diepte tussen de 2 en 6 meter. Het meer vormt onderdeel van het stroomgebied van de Kongo, waarmee het is verbonden door het Irebukanaal, waarvan de aan- en afvoer eveneens variëren per seizoen. Het meer bevat 114 soorten vis. Het meer werd vanuit Europees perspectief voor het eerst verkend door Henry Morton Stanley in 1883.
De belangrijkste plaats aan de rand van het meer is de marktplaats Bikoro.
Abayameer · Abbemeer · Abijattameer · Afrerameer · Albertmeer · Assalmeer · Awasameer · Bamendjingmeer · Bangweulumeer · Baringomeer · Basakameer · Bittermeren · Cahora Bassa · Chamomeer · Delcommunemeer · Edwardmeer · Fitrimeer · Georgemeer · Guiersmeer · Hajkmeer · Kabambameer · Kabelemeer · Kabwemeer · Karibameer · Kisalemeer · Kitshomponshimeer · Kivumeer · Kokameer · Kyogameer · Lac Rose · Langanomeer · Mai-Ndombemeer · Manantalimeer · Malawimeer · Manyekemeer · Mofwelagune · Mwerumeer · Mweru-Wantipameer · Naivashameer · Nakurumeer · Nassermeer ·   Nyosmeer · Nzilomeer · Shalameer · Tanameer · Tanganyikameer · Tele-meer · Toshkameren · Tshangalelemeer · Tsjaadmeer · Tumbameer · Turkanameer · Upembameer · Victoriameer · Voltameer · Walilupemeer · Zimbambomeer · Ziwaymeer